# Mont-Sainte-Anne
Mont-Sainte-Anne är en vintersportort utanför Sainte-Anne-de-Beaupré i provinsen Québec i Kanada. 

## Sport och fritid
Tävlingar vid juniorvärldsmästerskapen i alpin skidsport 2000 avgjordes här.